# Oedipodium griffithianum
Oedipodium griffithianum – gatunek mchów o izolowanej pozycji systematycznej – klasyfikowany do monotypowego rodzaju (Oedipodium), rodziny (Oedipodiaceae) i rzędu (Oedipodiales), dawniej zaliczany do prątników, współcześnie albo do klasy płonników, albo wyodrębniany do własnej klasy Oedipodiopsida. Występuje głównie w obszarze cyrkumborealnym – w północnej części Ameryki Północnej, Europy i Azji, a poza tym na południowym krańcu Ameryki Południowej – na Ziemi Ognistej i Falklandach. Rośnie na próchnicy w zagłębieniach i szczelinach skalnych na niskich i średnich wysokościach n.p.m.

## Morfologia

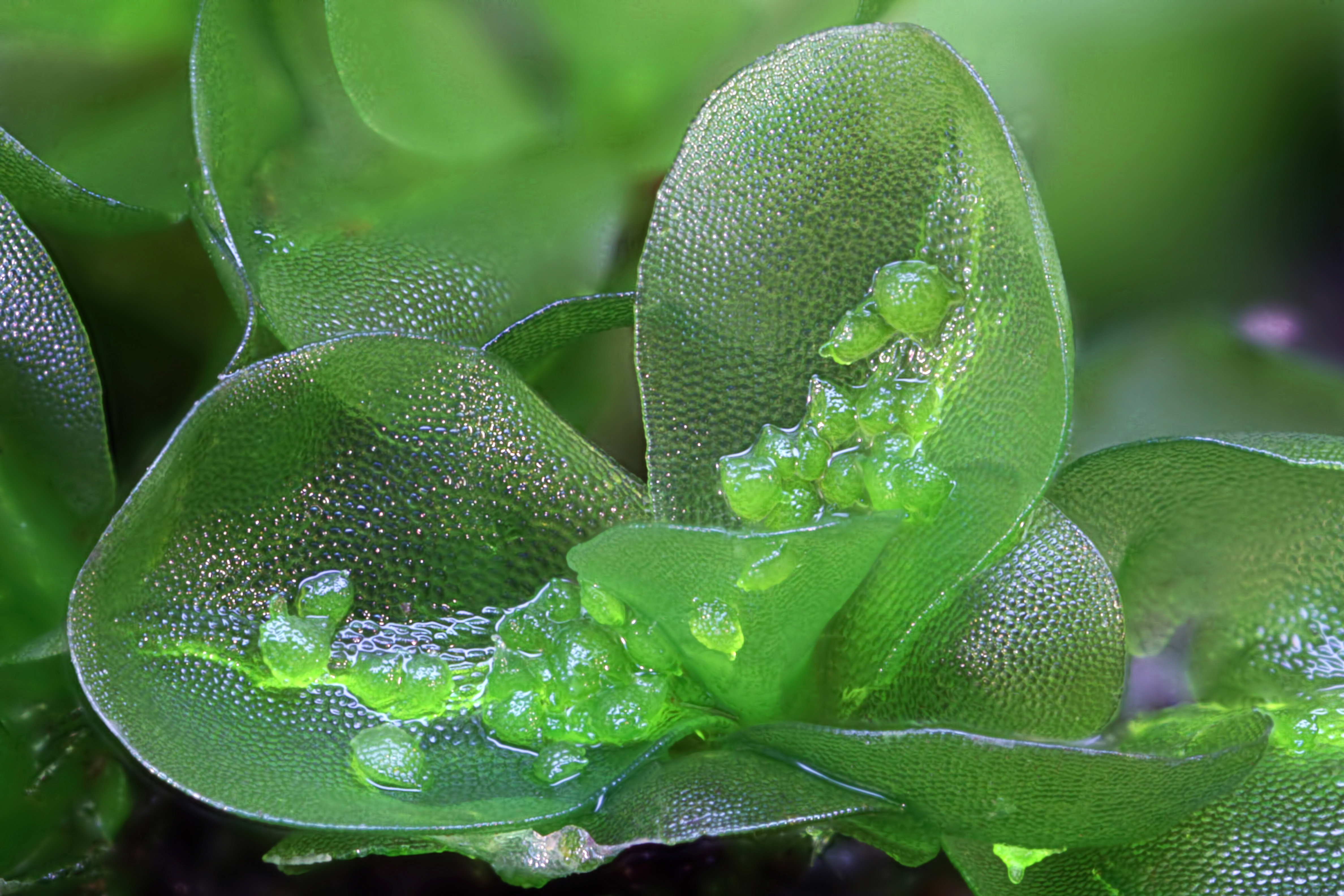
Rozmnóżki wśród liści gametofitu

SplątekPlechowaty, rozgałęziony z dyskowatymi rozmnóżkami.
GametofitRośliny tworzące rozległe kępki lub luźno rosnące, z łodyżkami zwykle do 1 cm wysokości, rzadziej do 2 cm. Jasnozielone w stanie wilgotnym, ciemnozielone w stanie suchym. Łodyżki prosto wzniesione, rzadko rozwidlające się. Listki skupiają się w szczytowych ich częściach, poniżej są luźniejsze. Mają szerokie nasady, zaokrąglone końce i są całobrzegie. Są miękkie i nieco mięsiste w stanie wilgotnym, a pomarszczone w stanie suchym. Wśród różyczkowato skupionych na szczytach łodyżek listków tworzą się między plemniami i rodniami liczne dyskowato trójkanciaste rozmnóżki barwy jasnozielonej, o średnicy do 300 µm.
SporofitSeta pojedyncza, długa i prosta. Zarodnia kulistawa do półkulistej, rozwija się na dętej szyjce zwężającej się stopniowo ku secie. Perystomu i pierścienia brak. Wieczko (operculum) mniej lub bardziej wypukłe i zaostrzone. Czepek (calyptra) kapturkowaty, nagi i drobny.
ZarodnikiO średnicy 30-38 µm, czterościenne, gęsto pokryte maczugowatymi brodawkami.

## Systematyka
Rodzaj tradycyjnie zaliczany był zwykle do podsadnikowatych Splachnaceae, ewentualnie jako rodzina Oedipodiaceae włączany był do podsadnikowców Splachnales, rzadziej do skrętkowców Funariales. Wynikało to z pewnych podobieństw morfologicznych, zwłaszcza osadzenia zarodni na wyraźnej szyjce. Współcześnie takson ten podnoszony jest do wysokiej rangi rzędu Oedipodiales Goffinet & W. R. Buck w klasie płonników Polytrichopsida, ewentualnie podnoszony jest do rangi jednej z 8 klas Oedipodiopsida w obrębie mchów.
Pozycja systematyczna Oedipodiopsida na drzewie filogenetycznym mchów
|  | Andreaeobryopsida       |
|  |                         |
|  | Andreaeopsida naleźliny |
|  |                         |

|  | Oedipodiopsida                                                               |
|  |                                                                              |
|  | \| \| Tetraphidopsida \| \| \| \| \| \| Polytrichopsida płonniki \| \| \| \| |
|  |                                                                              |
|  | Tetraphidopsida                                                              |
|  |                                                                              |
|  | Polytrichopsida płonniki                                                     |
|  |                                                                              |

|  | Tetraphidopsida          |
|  |                          |
|  | Polytrichopsida płonniki |
|  |                          |

|  | Oedipodiopsida                                                               |
|  |                                                                              |
|  | \| \| Tetraphidopsida \| \| \| \| \| \| Polytrichopsida płonniki \| \| \| \| |
|  |                                                                              |
|  | Tetraphidopsida                                                              |
|  |                                                                              |
|  | Polytrichopsida płonniki                                                     |
|  |                                                                              |

|  | Tetraphidopsida          |
|  |                          |
|  | Polytrichopsida płonniki |
|  |                          |

|  | Andreaeobryopsida       |
|  |                         |
|  | Andreaeopsida naleźliny |
|  |                         |

|  | Oedipodiopsida                                                               |
|  |                                                                              |
|  | \| \| Tetraphidopsida \| \| \| \| \| \| Polytrichopsida płonniki \| \| \| \| |
|  |                                                                              |
|  | Tetraphidopsida                                                              |
|  |                                                                              |
|  | Polytrichopsida płonniki                                                     |
|  |                                                                              |

|  | Tetraphidopsida          |
|  |                          |
|  | Polytrichopsida płonniki |
|  |                          |

|  | Oedipodiopsida                                                               |
|  |                                                                              |
|  | \| \| Tetraphidopsida \| \| \| \| \| \| Polytrichopsida płonniki \| \| \| \| |
|  |                                                                              |
|  | Tetraphidopsida                                                              |
|  |                                                                              |
|  | Polytrichopsida płonniki                                                     |
|  |                                                                              |

|  | Tetraphidopsida          |
|  |                          |
|  | Polytrichopsida płonniki |
|  |                          |

|  | Andreaeobryopsida       |
|  |                         |
|  | Andreaeopsida naleźliny |
|  |                         |

|  | Oedipodiopsida                                                               |
|  |                                                                              |
|  | \| \| Tetraphidopsida \| \| \| \| \| \| Polytrichopsida płonniki \| \| \| \| |
|  |                                                                              |
|  | Tetraphidopsida                                                              |
|  |                                                                              |
|  | Polytrichopsida płonniki                                                     |
|  |                                                                              |

|  | Tetraphidopsida          |
|  |                          |
|  | Polytrichopsida płonniki |
|  |                          |

|  | Oedipodiopsida                                                               |
|  |                                                                              |
|  | \| \| Tetraphidopsida \| \| \| \| \| \| Polytrichopsida płonniki \| \| \| \| |
|  |                                                                              |
|  | Tetraphidopsida                                                              |
|  |                                                                              |
|  | Polytrichopsida płonniki                                                     |
|  |                                                                              |

|  | Tetraphidopsida          |
|  |                          |
|  | Polytrichopsida płonniki |
|  |                          |

|  | Andreaeobryopsida       |
|  |                         |
|  | Andreaeopsida naleźliny |
|  |                         |

|  | Oedipodiopsida                                                               |
|  |                                                                              |
|  | \| \| Tetraphidopsida \| \| \| \| \| \| Polytrichopsida płonniki \| \| \| \| |
|  |                                                                              |
|  | Tetraphidopsida                                                              |
|  |                                                                              |
|  | Polytrichopsida płonniki                                                     |
|  |                                                                              |

|  | Tetraphidopsida          |
|  |                          |
|  | Polytrichopsida płonniki |
|  |                          |

|  | Oedipodiopsida                                                               |
|  |                                                                              |
|  | \| \| Tetraphidopsida \| \| \| \| \| \| Polytrichopsida płonniki \| \| \| \| |
|  |                                                                              |
|  | Tetraphidopsida                                                              |
|  |                                                                              |
|  | Polytrichopsida płonniki                                                     |
|  |                                                                              |

|  | Tetraphidopsida          |
|  |                          |
|  | Polytrichopsida płonniki |
|  |                          |

|  | Andreaeobryopsida       |
|  |                         |
|  | Andreaeopsida naleźliny |
|  |                         |

|  | Oedipodiopsida                                                               |
|  |                                                                              |
|  | \| \| Tetraphidopsida \| \| \| \| \| \| Polytrichopsida płonniki \| \| \| \| |
|  |                                                                              |
|  | Tetraphidopsida                                                              |
|  |                                                                              |
|  | Polytrichopsida płonniki                                                     |
|  |                                                                              |

|  | Tetraphidopsida          |
|  |                          |
|  | Polytrichopsida płonniki |
|  |                          |

|  | Oedipodiopsida                                                               |
|  |                                                                              |
|  | \| \| Tetraphidopsida \| \| \| \| \| \| Polytrichopsida płonniki \| \| \| \| |
|  |                                                                              |
|  | Tetraphidopsida                                                              |
|  |                                                                              |
|  | Polytrichopsida płonniki                                                     |
|  |                                                                              |

|  | Tetraphidopsida          |
|  |                          |
|  | Polytrichopsida płonniki |
|  |                          |

|  | Andreaeobryopsida       |
|  |                         |
|  | Andreaeopsida naleźliny |
|  |                         |

|  | Oedipodiopsida                                                               |
|  |                                                                              |
|  | \| \| Tetraphidopsida \| \| \| \| \| \| Polytrichopsida płonniki \| \| \| \| |
|  |                                                                              |
|  | Tetraphidopsida                                                              |
|  |                                                                              |
|  | Polytrichopsida płonniki                                                     |
|  |                                                                              |

|  | Tetraphidopsida          |
|  |                          |
|  | Polytrichopsida płonniki |
|  |                          |

|  | Oedipodiopsida                                                               |
|  |                                                                              |
|  | \| \| Tetraphidopsida \| \| \| \| \| \| Polytrichopsida płonniki \| \| \| \| |
|  |                                                                              |
|  | Tetraphidopsida                                                              |
|  |                                                                              |
|  | Polytrichopsida płonniki                                                     |
|  |                                                                              |

|  | Tetraphidopsida          |
|  |                          |
|  | Polytrichopsida płonniki |
|  |                          |

|  | Andreaeobryopsida       |
|  |                         |
|  | Andreaeopsida naleźliny |
|  |                         |

|  | Oedipodiopsida                                                               |
|  |                                                                              |
|  | \| \| Tetraphidopsida \| \| \| \| \| \| Polytrichopsida płonniki \| \| \| \| |
|  |                                                                              |
|  | Tetraphidopsida                                                              |
|  |                                                                              |
|  | Polytrichopsida płonniki                                                     |
|  |                                                                              |

|  | Tetraphidopsida          |
|  |                          |
|  | Polytrichopsida płonniki |
|  |                          |

|  | Oedipodiopsida                                                               |
|  |                                                                              |
|  | \| \| Tetraphidopsida \| \| \| \| \| \| Polytrichopsida płonniki \| \| \| \| |
|  |                                                                              |
|  | Tetraphidopsida                                                              |
|  |                                                                              |
|  | Polytrichopsida płonniki                                                     |
|  |                                                                              |

|  | Tetraphidopsida          |
|  |                          |
|  | Polytrichopsida płonniki |
|  |                          |

|  | Andreaeobryopsida       |
|  |                         |
|  | Andreaeopsida naleźliny |
|  |                         |

|  | Oedipodiopsida                                                               |
|  |                                                                              |
|  | \| \| Tetraphidopsida \| \| \| \| \| \| Polytrichopsida płonniki \| \| \| \| |
|  |                                                                              |
|  | Tetraphidopsida                                                              |
|  |                                                                              |
|  | Polytrichopsida płonniki                                                     |
|  |                                                                              |

|  | Tetraphidopsida          |
|  |                          |
|  | Polytrichopsida płonniki |
|  |                          |

|  | Oedipodiopsida                                                               |
|  |                                                                              |
|  | \| \| Tetraphidopsida \| \| \| \| \| \| Polytrichopsida płonniki \| \| \| \| |
|  |                                                                              |
|  | Tetraphidopsida                                                              |
|  |                                                                              |
|  | Polytrichopsida płonniki                                                     |
|  |                                                                              |

|  | Tetraphidopsida          |
|  |                          |
|  | Polytrichopsida płonniki |
|  |                          |